# Oenobotys
Oenobotys là một chi bướm đêm thuộc họ Crambidae.